# Asunden
Asunden este o arie protejată (arie specială de conservare — SAC, sit de importanță comunitară — SCI, arie de protecție specială avifaunistică — SPA) din Suedia întinsă pe o suprafață de 162 ha, integral pe uscat.

## Localizare
Centrul sitului Asunden este situat la coordonatele 57°42′30″N 18°50′52″E / 57.7083°N 18.8477°E.

## Înființare
Situl Asunden a fost declarat sit de importanță comunitară în aprilie 2004 pentru a proteja 6 specii de animale. Alte tipuri de protecție:
- arie de protecție specială avifaunistică (în aprilie 2004)[4]
- arie specială de conservare (în martie 2011)[3][5][6]

## Biodiversitate
Situată în ecoregiunile boreală și marină baltică, aria protejată conține 7 habitate naturale: Pajiști cu Molinia pe soluri calcaroase, turboase sau argilos-nămoloase (Molinion caeruleae), Pajiști uscate seminaturale și facies de acoperire cu tufișuri pe substraturi calcaroase (Festuco-Brometalia) (* situri importante pentru orhidee), Pante stâncoase calcaroase cu vegetație casmofită, Vegetație perenă pe țărmurile stâncoase, Pășuni de coastă din Baltica boreală, Faleze cu vegetație de pe coastele atlantice și baltice, Vegetație anuală la limita mareei.
La baza desemnării sitului se află mai multe specii protejate de  păsări (6): bătăuș (Philomachus pugnax), Sterna paradisaea, chiră mică (Sterna albifrons), Calidris alpina schinzii, chiră de baltă (Sterna hirundo), ciocântors (Recurvirostra avosetta)